# Pleurothallis matinhensis
Pleurothallis matinhensis är en orkidéart som beskrevs av Frederico Carlos Hoehne. Pleurothallis matinhensis ingår i släktet Pleurothallis och familjen orkidéer. Inga underarter finns listade i Catalogue of Life.